# Hits On Fire
'Hits On Fire' es el primer álbum compilatorio de Bryan Adams, publicado exclusivamente para Japón en 1988. El disco 1 es el actual disco de Adams Into The Fire, publicado el 30 de marzo de 1987 por  A&M Records. 
El disco 2 contiene éxitos de los álbumes Cuts Like a Knife y Reckless, con la adición de tres canciones de 12 "singles publicados en 1985. Estos no fueron emitidas en el CD fuera de Japón.

## Lista de canciones
CD 1:

| N.º | Título                    | Escritor(es)    | Duración |  |
| 1.  | «Heat Of The Night»       | Adams, Vallance | 5:07     |  |
| 2.  | «Into The Fire»           | Adams, Vallance | 4:41     |  |
| 3.  | «Victim Of Love»          | Adams, Vallance | 4:06     |  |
| 4.  | «Another Day»             | Adams, Vallance | 3:41     |  |
| 5.  | «Native Son»              | Adams, Vallance | 6:04     |  |
| 6.  | «Only The Strong Survive» | Adams, Vallance | 3:45     |  |
| 7.  | «Rebel»                   | Adams, Vallance | 4:02     |  |
| 8.  | «Remembrance Day»         | Adams, Vallance | 5:59     |  |
| 9.  | «Hearts On Fire»          | Adams, Vallance | 3:30     |  |
| 10. | «Home Again»              | Adams, Vallance | 4:18     |  |

CD 2:

| N.º | Título                             | Escritor(es)    | Duración |  |
| 1.  | «Summer Of '69»                    | Adams, Vallance |          |  |
| 2.  | «It's Only Love (con Tina Turner)» | Adams, Vallance |          |  |
| 3.  | «Straight From The Heart»          | Adams, Kagna    |          |  |
| 4.  | «Somebody»                         | Adams, Vallance |          |  |
| 5.  | «Heaven»                           | Adams, Vallance |          |  |
| 6.  | «This Time»                        | Adams, Vallance |          |  |
| 7.  | «Diana»                            | Adams, Vallance |          |  |
| 8.  | «Run To You»                       | Adams, Vallance |          |  |
| 9.  | «Cuts Like A Knife»                | Adams, Vallance |          |  |
| 10. | «Kids Wanna Rock (En Vivo)»        | Adams, Vallance |          |  |
| 11. | «Heaven (En Vivo)»                 | Adams, Vallance |          |  |
| 12. | «One Night Love Affair»            | Adams, Vallance |          |  |

## Personal
- Bryan Adams - Guitarra, Piano, Teclados, Voz
- Keith Scott - Guitarra, Coros
- Mickey Curry - Batería
- Dave Taylor - Bajo
- Tommy Mandel - Órgano, Teclados
- Robbie King - Órgano
- Jim Vallance - Piano, Percusiones, Secuenciador
- Dave Pickell - Piano
- Ian Stanley - Teclados